# Abbottina obtusirostris
Abbottina obtusirostris és una espècie de peix cipriniforme de la família dels ciprínids.

## Morfologia
Els mascles poden assolir els 7,8 cm de longitud total.

## Distribució geogràfica
Es troba al curs superior del riu Yangzi (Sichuan, Xina).